# Katarzyna, córka bandyty

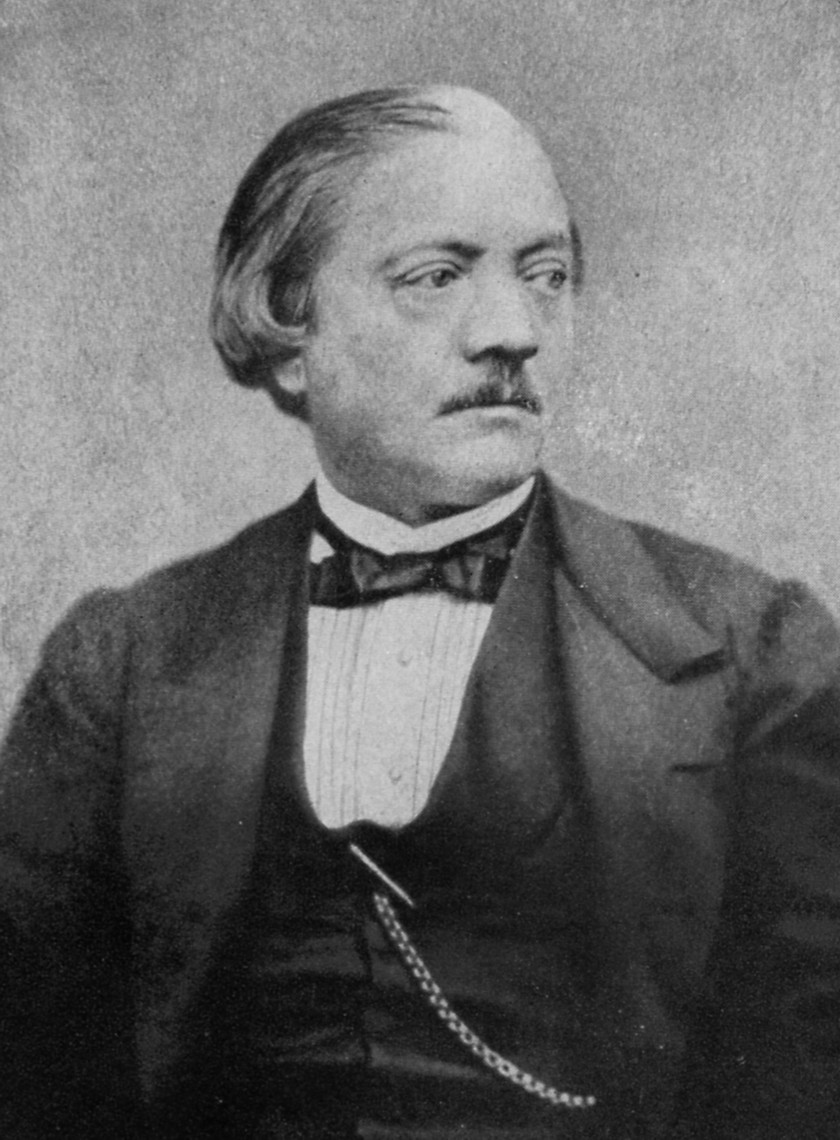
Jules Perrot, twórca baletu Katarzyna, córka bandyty, ok 1850

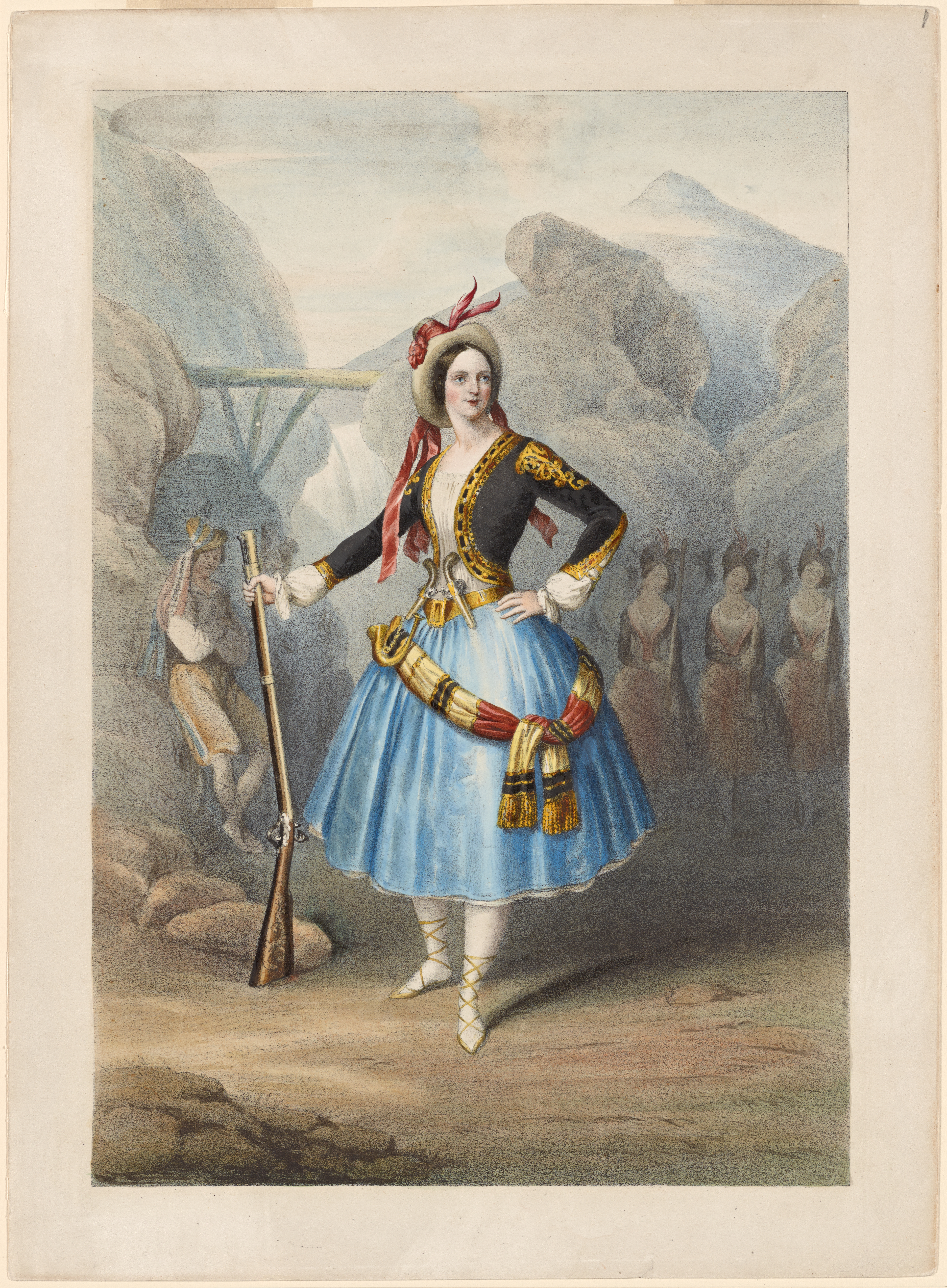
Lucile Grahn jako Katarzyna, 1846

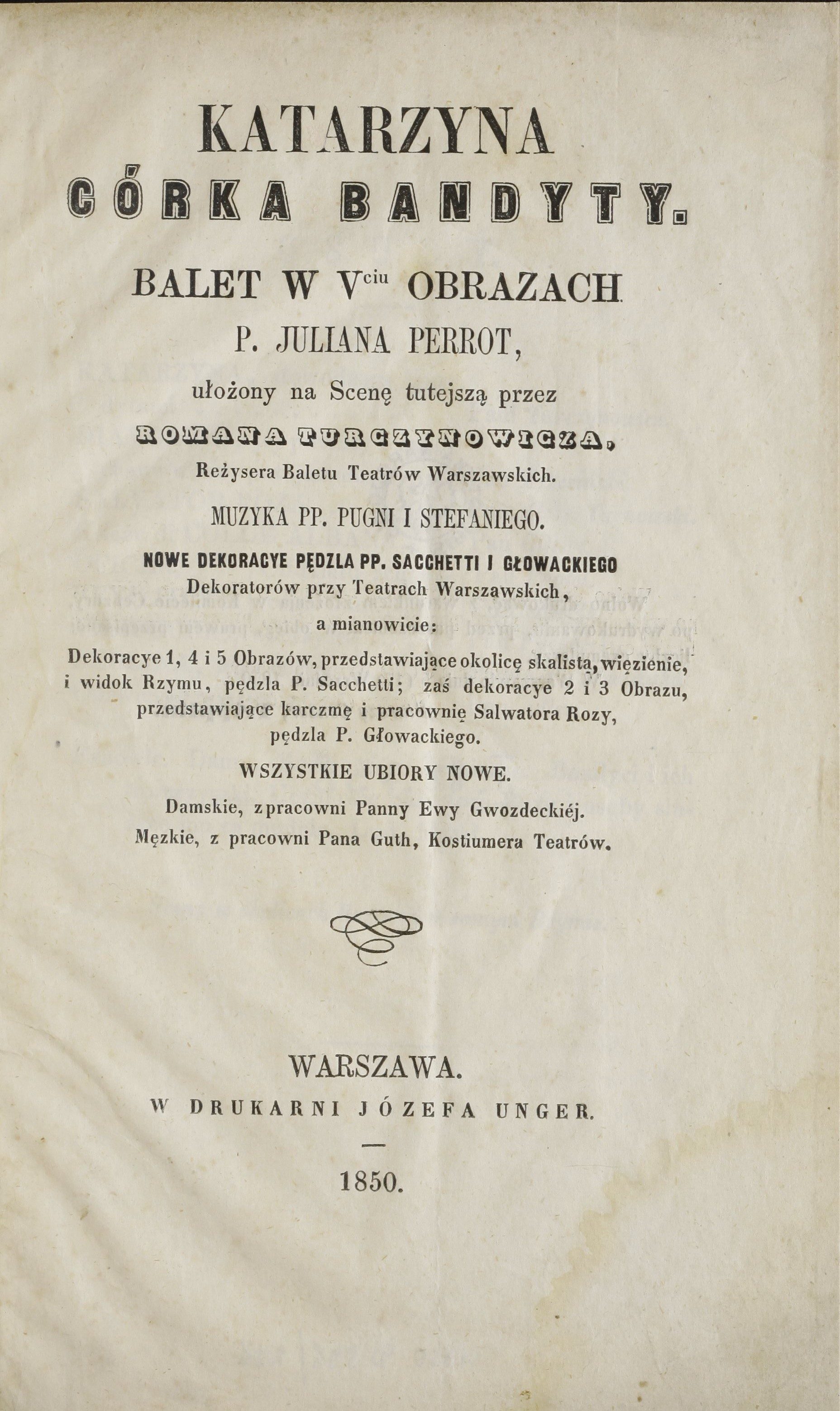
Program premiery polskiej, 1850

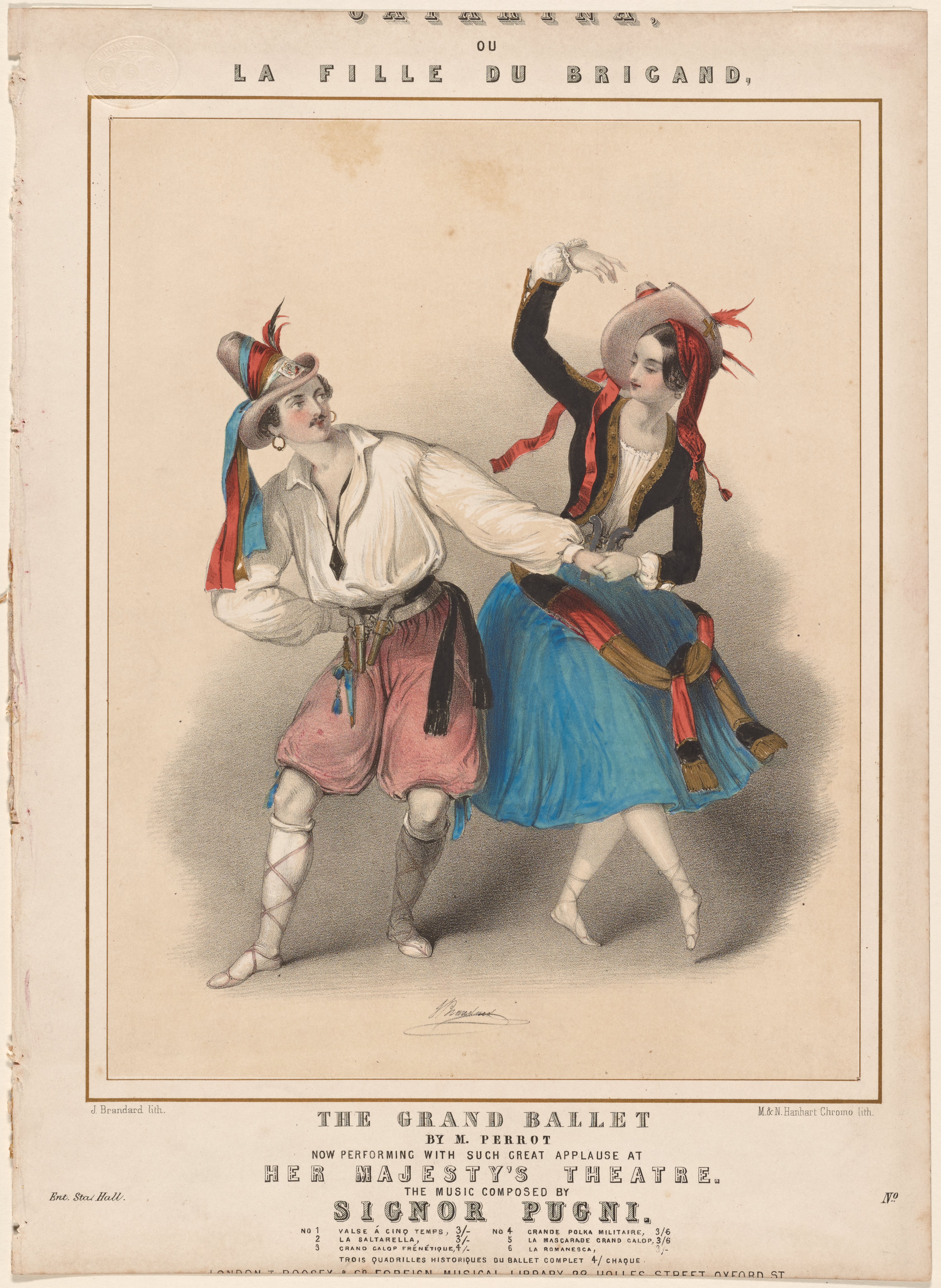
Jules Perrot i Lucile Grahn jako Diavolino i Katarzyna, 1846

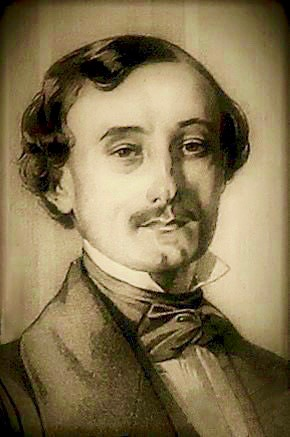
Aleksander Tarnowski, pierwszy polski wykonawca roli Salvatora Rosy, 1852

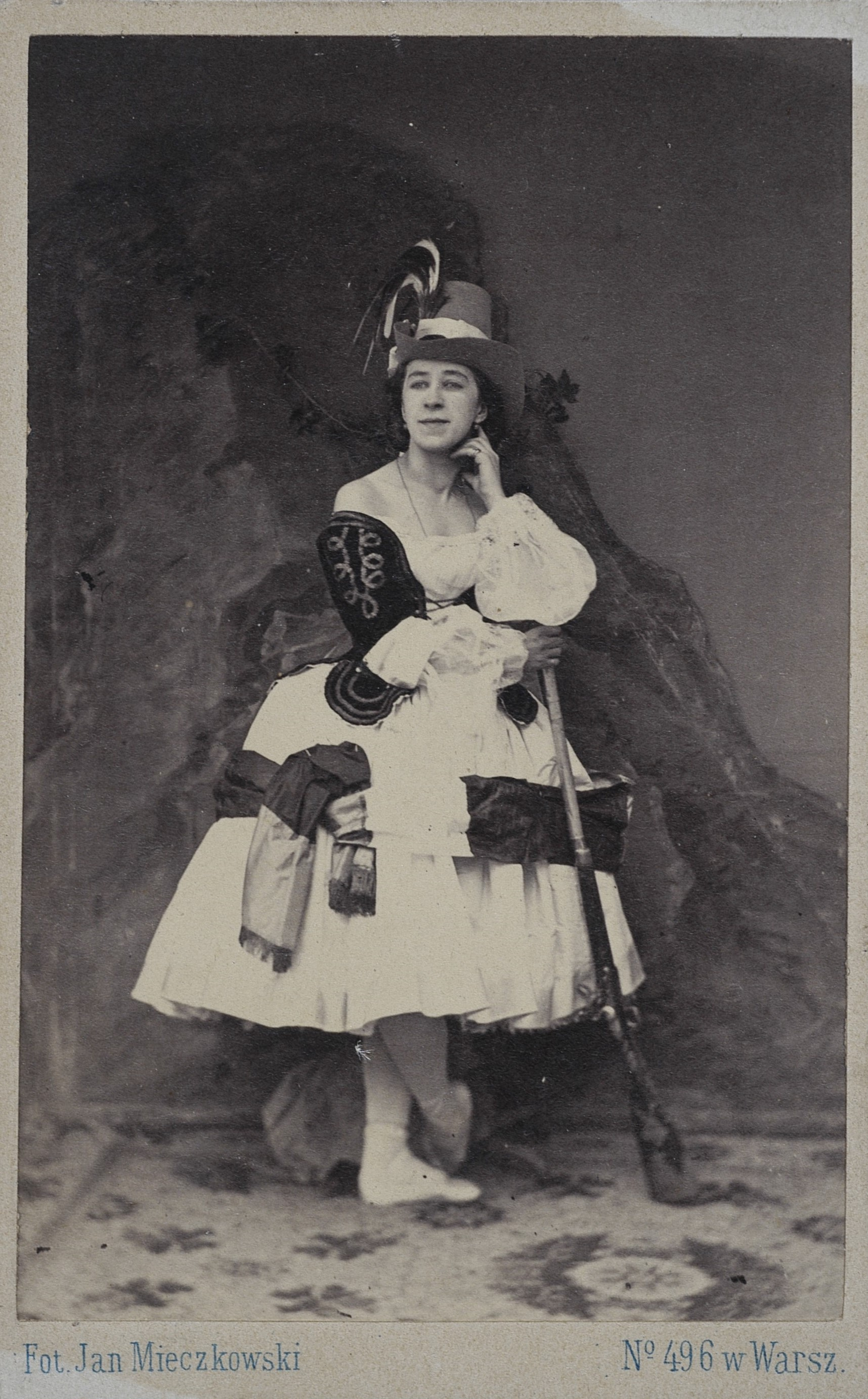
Maria Freytag jako Katarzyna, 1856

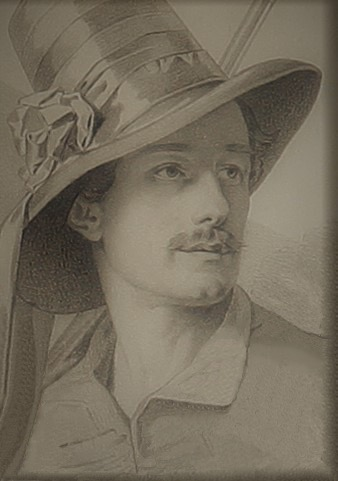
Antoni Tarnowski w roli Diavolina, 1853

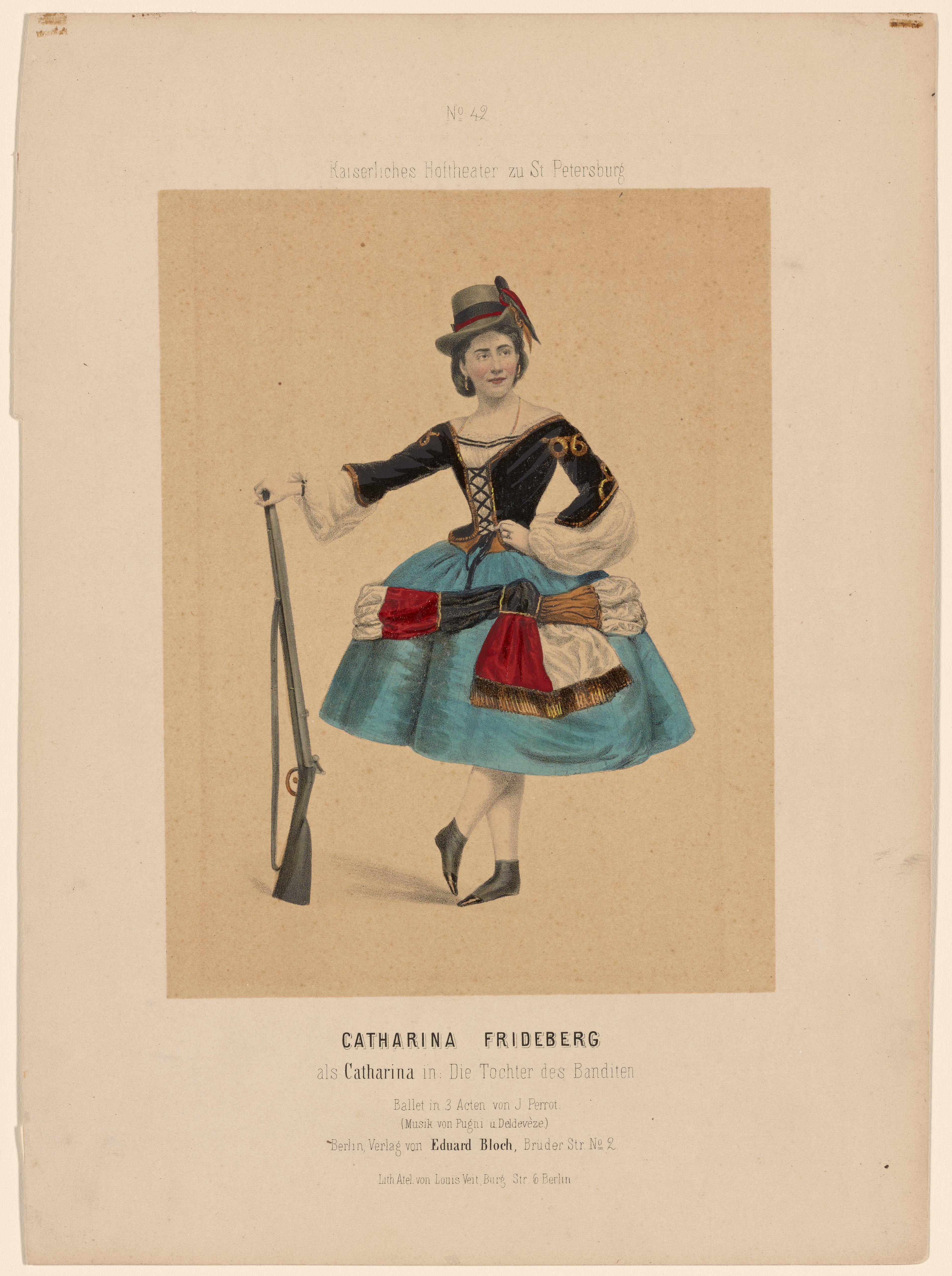
Jekatierina Friedberg jako Katarzyna, 1859

Katarzyna, córka bandyty (franc. Catarina, ou La Fille du bandit, angl. Catarina, or The Bandit's Daughter, wł. Caterina, ovvero La figlia del bandito, niem. Katharina, die Tochter des Banditen, ros. Катарина, или Дочь разбойника). Wielki balet Julesa Perrota w pięciu obrazach, z muzyką Cesarego Pugniego, inspirowany młodzieńczymi przygodami słynnego włoskiego malarza i poety Salvatora Rosy (1615-1673). Jego akcja rozgrywa się w Rzymie i okolicach.
Jeden z najpopularniejszych baletów XIX wieku. Z racji jego kolorytu lokalnego i narodowego bohatera, po swojej londyńskiej prapremierze, osiągnął w swoim czasie szczególną popularność na scenach włoskich, ale także w Wiedniu, Sankt Petersburgu, Moskwie i Warszawie. Znany był również za oceanem. W repertuarze warszawskiego Teatru Wielkiego, kilkakrotnie wznawiany, utrzymywał się przez ponad 70 lat od premiery, osiągając w tym okresie ponad 250 przedstawień.

## Prapremiera
3 marca 1846, Her Majesty's Theatre, Londyn
- Libretto: Jules Perrot
- Muzyka: Cesare Pugni
- Choreografia: Jules Perrot
- Dekoracje: Charles Marshall
- Kostiumy: Mr. Whales i Miss Bradley pod kierownictwem Mme Copère
- Maszynerie: D. Sloman

## Premiera polska
22 września 1850, Teatr Wielki, Warszawa
- Libretto: Jules Perrot
- Muzyka: Cesare Pugni i Józef Stefani
- Choreografia: Roman Turczynowicz według Julesa Perrota
- Dekoracje: Antonio (Antoni) Sacchetti (obraz 1, 4 i 5) i Józef Głowacki (obraz 2 i 3)
- Kostiumy: Ewa Gwozdecka i Gustaw Guth

Recenzja z warszawskiej premiery: „Katarzyna córka bandyty, balet w pięciu obrazach, p. Juliana Perrot, ułożony na scenę naszą przez p. Romana Turczynowicza, był celem powszechnego w dniu wczorajszym zajęcia. Ze sceny życia tej odważnej dziewicy, która po śmierci ojca objęła dowództwo nad bandą rozbójników w Abruzzach (Abruzji), z gwałtownej ku niej miłości Savatora Rosy, sławnego malarza, który w chwili ujęcia go przez rozbójników zdejmuje z nich szkice, albo chciwym okiem śledzi piękności i widoki natury, i na koniec z awanturniczych wypadków rywala jego Diavolina, bandyty, którego równym uczuciem wdzięki Katarzyny natchnęły, ułożony został ten balet i wczoraj też po raz pierwszy wystawiony na scenę naszą. Pani Turczynowicz oraz pp. Krzesiński i Tarnowski odegrali w nim główną rolę, przeplatając go pięknym solo, ewolucjami, tarantellą, tańcem hiszpańskim z płaszczami, w którym udział przyjęły panie: Gwozdecka, Damse, Stolpe, Karska, Żarnowiecka, Karolina Straus i corps de ballet, i innymi również pełnymi wdzięku i uroku obrazami. Dodajmy do tego odznaczające się jak zwykle dekoracje pędzla p. Sacchetti, raz przenoszące nas w okolice skaliste, to znowu ukazujące nam więzienie Katarzyny albo widok Rzymu, zaś pędzla p. Głowackiego karczmę i pracownię Salvatora Rosy, na koniec wszystkie ubiory nowe, damskie z pracowni panny Ewy Gwozdeckiej, a męskie z pracowni pana Guth, kostiumera teatrów, a będziemy mieli dokładne wyobrażenie o tym nowym balecie, tak pod względem nowości i piękności tańca, jako i świetnej wystawy, wróżących mu długie powodzenie na scenie naszej. Dowiodła już tego publiczność swymi oklaskami (…). Muzykę do tego baletu napisali pp. Stefani i Pugni”.

## Osoby
| Rola | Obsada prapremiery 1846             | Obsada premiery polskiej 1850 |
| --- | ----------------------------------- | ----------------------------- |
| Catarina, chief of the banditti Katarzyna, dowodząca bandytami                                                 | Lucile Grahn                        | Konstancja Turczynowicz       |
| Diavolino, her lieutenant, secretlyy in love with Catarina Diavolino, jej poufały, zakochany w niej potajemnie | Jules Perrot                        | Feliks Krzesiński             |
| Salvator Rosa                                                                                                  | Louis Gosselin                      | Aleksander Tarnowski          |
| Florida, betrothed to Salvator                                                                                 | Joséphine Petit-Stéphan             | nie było takiej roli          |
| Książę di Colle Albana                                                                                         | nie było takiej roli                | Jan Arnold Gillert            |
| Innkeeper Filipuccio, oberżysta                                                                                | p. Bertrand                         | Romuald Puchalski             |
| Zerlina, jego córka                                                                                            | nie było takiej roli                | Paulina Fruzińska             |
| Chief Judge | p. Venafra                          | nie było takiej roli          |
| Officer Oficer oddziału ścigającego bandytów                                                                   | Girolamo di Mattia                  | Jan Popiel                    |
| Jailor Brygadier oddziału ścigającego bandytów                                                                 | p. Gouriet                          | Paweł Owerłło                 |
| Odźwierny więzienia                                                                                            | nie było takiej roli                | Ludwik Adler                  |
| Principal Model of Salvator Rosa Główna Modelka Salvatora Rosy                                                 | Louise Taglioni                     | Anna Straus                   |
| Models – the Graces Modelki – Gracje                                                                           | panny Moncelet, Demelisse i Cassan  | corps de ballet               |
| Other Models Inne Modelki                                                                                      | panny Lamoureux, Tevenau i Julienne | corps de ballet               |

## Tańce
| Taniec                                                                            | Obsada prapremiery 1846                                                     | Obsada premiery polskiej 1850 |
| --------------------------------------------------------------------------------- | --------------------------------------------------------------------------- | --- |
| Pas Stratègique in 1. Tableau Solo w 1. Obrazie                                   | Lucile Grahn i corps de ballet                                              | Konstancja Turczynowicz |
| New and Original Valse à Cinq Temps in 1. Tableau Tańce z ewolucjami w 1. Obrazie | Lucile Grahn i Jules Perrot                                                 | Konstancja Turczynowicz, Honorata Stolpe, Józefa Karska, Franciszka Garczyńska, Józefa Żarnowiecka, Karolina Straus i Feliks Krzesiński |
| La Romanesque in 2. Tableau Tarantella w 2. Obrazie                               | Joséphine Petit-Stéphan i Jules Perrot                                      | Konstancja Turczynowicz |
| La Saltarelle in 2. Tableau                                                       | Lucile Grahn i Jules Perrot                                                 | nie było takiego tańca |
| Pas de Modelles in 3. Tableau Pas Modeli w 3. Obrazie                             | Louise Taglioni, panny Moncelet, De Melisse, Lamoureux, Tevenau i Jullienne | Konstancja Turczynowicz, Anna Straus i corps de ballet                                                                                  |
| Kadryle w 5. Obrazie                                                              | nie było takiego tańca                                                      | corps de ballet |
| Los torreadores, taniec hiszpański z płaszczami w 5. Obrazie                      | nie było takiego tańca                                                      | Teodora Gwozdecka, Filipina Damse, Honorata Stolpe, Józefa Karska, Józefa Żarnowiecka, Karolina Straus i corps de ballet                |
| Pas de Masque in 5. Tableau Pas de cinq w 5. Obrazie                              | Lucie Grahn oraz panny Moncelet, De Melisse i Cassan                        | Konstancja Turczynowicz, Paulina Straus, Antonina Koćmierowska, Franciszka Garczyńska i Aleksander Tarnowski                            |
| La Folie du Carnaval New and Original Grand Galop Final                           | nie wymieniono wykonawców                                                   | nie było takiego tańca |

Kolejne wykonawczynie roli Katarzyny w Warszawie:
- Carlotta Grisi (1853 gościnnie)
- Anna Straus (od 1854)
- Filipina Damse (od 1854)
- Maria Freytag (od 1856)
- Nadieżda Bogdanow (1857, 1859, 1866 gościnnie)
- Jekatierina Friedberg (1859, gościnnie)
- Kamila Stefańska (od 1864)
- Claudina Cucchi / Couqui (1865 1867, 1868 gościnnie)
- Ludwika Kowalska (od 1868)
- Helena Cholewicka (od 1879)
- Ludwika Adler (od 1882)
- Maria Giuri (1884 gościnnie)
- Zofia Mikulska (od 1886)
- Zygfryda Gilska (od 1889)
- Leontyna Dąbrowska (od 1889)
- Carolina Elia (1891 gościnnie)
- Michalina Rogińska (od 1895)
- Cecilia Cerri (od 1903)
- Helena Rządca (od 1903)
- Anna Gaszewska (od 1916)
- Halina Szmolcówna (od 1920)

Kolejni wykonawcy roli Diavolina w Warszawie:
- Antoni Tarnowski (od 1851)
- Konstanty Turczynowicz (od 1867)
- Aleksander Gillert (od 1879)
- Michał Kulesza (od 1895)
- Enrico Cecchetti (od 1903)
- Bonifacy Śliwiński (od 1905)

Kolejni wykonawcy roli Salvatora Rosy w Warszawie:
- Antoni Tarnowski (od 1852)
- Jan Popiel (od 1867)
- Ludwik Rządca (od 1868)
- Aleksander Gillert (od 1895)
- Michał Kulesza (od 1903)
- Piotr Zajlich (od 1920)

## Późniejsze inscenizacje
Wszystkie opierały się na libretcie i inscenizacji Julesa Perrota, choć ulegały czasem rozmaitym przeróbkom choreograficznym i muzycznym. W nawiasach wykonawcy głównych ról w kolejności: Katarzyna, Diavolino, Salvator Rosa):
- 1846: Jules Perrot, Teatro Vittorio Emanuele, Turyn (Ernestina Didan, Gesualdo Spadalino, Franceschina Matetti)[6]
- 1846: Jules Perrot, (pt. Caterina degli Abruzzi), Teatro Argentina, Rzym (Lucile Grahn, Vincenzo Schiano, Francesco Penco)[7][8]
- 1847: Jules Perrot, Teatro alla Scala, Mediolan, nowa wersja, opr. muz. Giovanni Bajetti (Fanny Elssler, Jules Perrot, Effisio Catte)[9]
- 1847: Domenico Ronzani, Kärtnertortheater, Wiedeń
- 1847: Antoine Appiani, Théâtre-Royal, Bruksela, nowa muzyka Édouard Deldevèze (Lucile Grahn, p. Duchateau, p. Page)
- 1849: Jules Perrot, Teatr Bolszoj, Sankt Petersburg (Fanny Elssler, Jules Perrot, Christian Johansson)
- 1849: Antonio Coppini, Grand Teatro Comunale, Bolonia (Amalia Dettoni,Vigano Odoardo, Alessandro Bustini)[10]
- 1850: Pierre-Frédéric Malavergne zw. Frédéric, Teatr Bolszoj, Moskwa (Irca Mathias, Frederic Montessu, Dmitrij Kuzniecow)
- 1850: Roman Turczynowicz, Teatr Wielki, Warszawa (Konstancja Turczynowicz, Feliks Krzesiński, Aleksander Tarnowski)
- 1851: Luigi Astolfi, Teatro Regio, Turyn
- 1851: Domenico Ronzani, Teatro alla Fenice, Wenecja (Augusta Maywood, Pasquale Borri, Vincenzo Schiano)
- 1851: Jean Rousset, Rousset Troupe, tournée po USA (Caroline Rousset, Adelaide Rousset – w roli męskiej)
- 1852: Alessandro Borsi, Teatro Riccardi, Bergamo
- 1853: Domenico Ronzani, Teatro Grande, Triest
- 1853: Andrea Palladini, Teatro alla Scala, Mediolan (Sofia Fuoco, Luigi Gabrielli, Alessandro Paul)
- 1854: Gennaro Nunziante, Teatro Nuovo, Padwa
- 1854: Domenico Ronzani, Gran Teatro Comunale, Bolonia (Elisa Albert-Bellon, Gustavo Carey, Gasparo Pratesi)
- 1854: Antonio Coppini, Teatro Pergola, Florencja
- 1855: Domenico Ronzani, Teatro Regio, Turyn (Elisa Albert-Bellon, Angelo Cuccoli, Antonio Ramaccini)
- 1855: Alessandro Borsi, Teatro Pergola, Pawia
- 1855: Antonio Giuliani, Teatro Civico, Vercelli
- 1855: Antonio Coppini, Teatro dell' Accademia Civica, Perugia (Sofia Fuoco, Dario Fissi, Antonio Coppini)
- 1856: Dario Fissi, Teatro Comunale, Ferrara
- 1857: Francesco Penco, Teatro Condomini, Parma
- 1858: Antonio Coppini, Teatro Argentina, Rzym[11]
- 1859: Dario Fissi, Teatro Comunale, Bolonia
- 1859: Dario Fissi, Teatro Rossini, Lugo
- 1859: Franz Opfermann, Hofbühne, Wiesbaden (Rose Opfermann, Franz Opfermann, Robert Klumpp)[12]
- 1862: Andrea Palladino, Teatro Bellini, Palermo
- 1863: Gaspare Pratesi, Teatro Municipale, Reggio Emilia
- 1867: Antonio Coppini, Teatro di Macearata, Macearata
- 1870: Marius Petipa, Teatr Maryjski, Sankt Petersburg (Adele Grantzow, Feliks Krzesiński, Christian Johansson)
- 1875: Dario Fissi, Teatro Goldoni, Lukka[13]
- 1879: Hipolit Meunier, Teatr Wielki, Warszawa (Helena Cholewicka, Aleksander Gillert, Ludwik Rządca)
- 1888: Enrico Cecchetti, opr. muz. Riccardo Drigo, Teatr Maryjski, Sankt Petersburg (Luigia Algisi, Enrico Cecchetti, Paweł Gerdt)
- 1895: José Mendez, Teatr Bolszoj, Moskwa (Jewdokia Kałmykowa, Nikołaj Domaszow, Iwan Chlustin)
- 1903: Enrico Cecchetti, Teatr Wielki, Warszawa (Cecilia Cerri, Enrico Cecchetti, Michał Kulesza)
- 1916: Michał Kulesza i Jan Walczak, Teatr Wielki, Warszawa (Anna Gaszewska, Bonifacy Śliwiński, Michał Kulesza)
- 1920: Piotr Zajlich, Teatr Wielki, Warszawa (Halina Szmolcówna, Bonifacy Śliwiński, Piotr Zajlich)
- 1940: Ruth Page, Sociedad Pro-Arte Musicale, Hawana, Kuba[14]
- 2007: Fredy Franzutti, Teatro dell'Opera, Rzym (Gaia Straccamore, Alessandro Molin, Mario Marozzi)[15]